# Territorios indígenas de Colombia

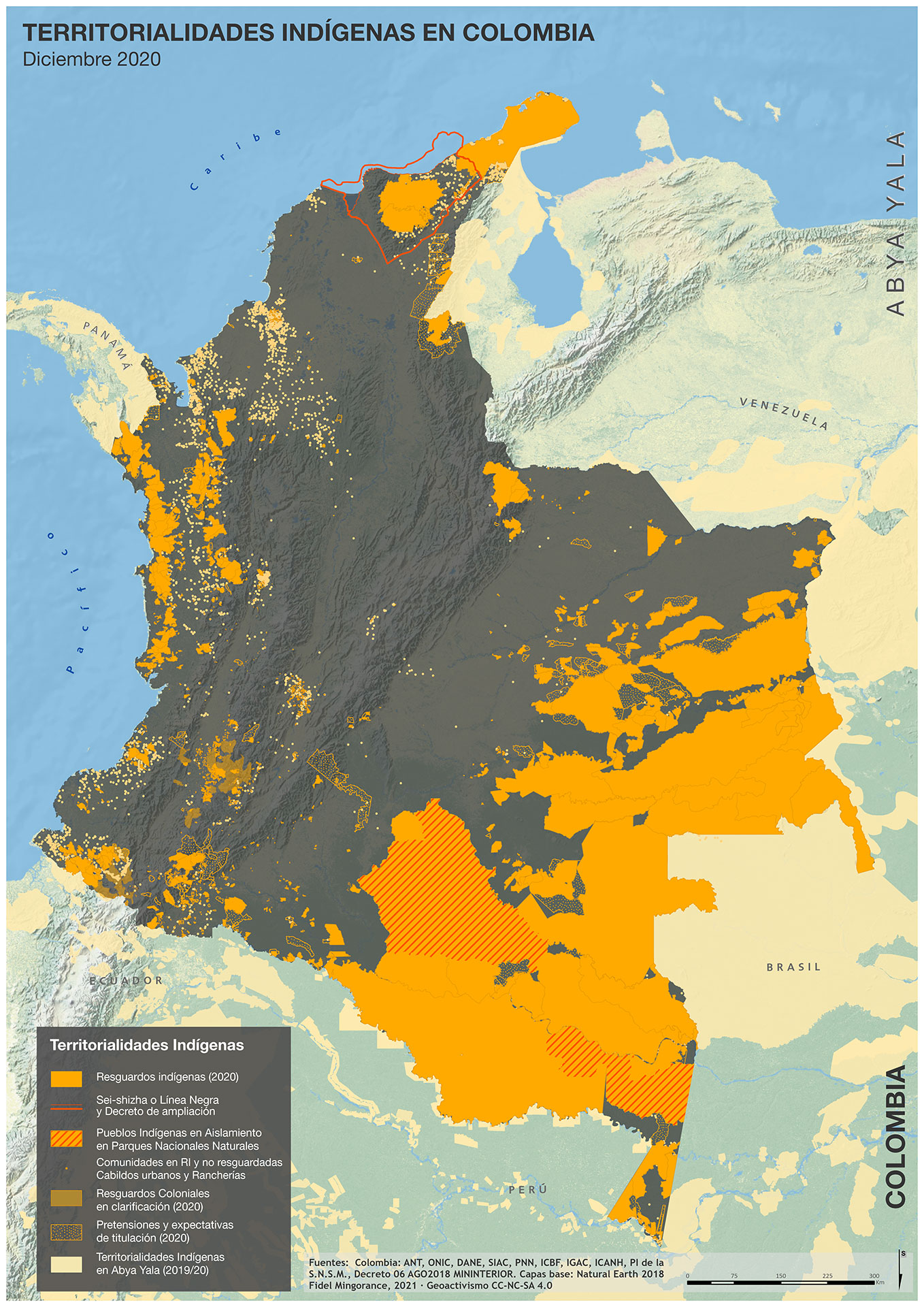
Territorios indígenas (o resguardos) dentro de Colombia, representados en dorado.

Un territorio indígena en Colombia es un área reservada para uso de los pueblos indígenas del país. Casi un tercio de Colombia cubierta por estos territorios, aunque los indígenas representan poco más del 4-10% de la población.

## Situación legal
En 1959, la región amazónica se consideraba deshabitada y fue declarada reserva natural. La reforma agraria de 1961 reconoció la necesidad de definir territorios indígenas y confirmar como reservas (resguardos) los títulos que la corona española había otorgado a los indígenas. Las primeras reservas estuvieron en el Amazonas, la reserva Vaupés en 1982 con 3 375 125 hectáreas (8 340 108,1 acre) y la reserva Vichada en 1986-87 con 194 517 hectáreas (480 661,5 acre) . El gobierno de Virgilio Barco entre 1986 y 1990 otorgó títulos a otras 13 000 000 hectáreas (32 123 671,2 acre) en los departamentos de Amazonas y Guainía, formando un territorio indígena continuo de 20 000 000 hectáreas (49 421 032,6 acre) que cubren el 50% de la Amazonía colombiana.
La Constitución de Colombia de 1991 definió las Entidades Territoriales como departamentos, distritos, municipios y territorios indígenas. Dentro de una Entidad de Territorio Indígena (ETI), las personas tienen autonomía para administrar sus intereses y, dentro de los límites de la constitución, tienen derecho a administrar los recursos y definir los impuestos necesarios para el desempeño de sus funciones. Las ETI deben ser definidas por el gobierno de conformidad con la Ley Orgánica de Ordenamiento Territorial. Sin embargo, esta ley aún no ha sido sancionada por lo que en la práctica los territorios no están regulados.
Según el artículo 13 del Convenio 169 de la Organización Internacional del Trabajo, el territorio indígena incluye "la totalidad del hábitat de las regiones que los pueblos interesados ocupan o utilizan de alguna otra manera". En consecuencia, la legislación colombiana define como territorios indígenas "las áreas poseídas en forma regular y permanente por un pueblo indígena y aquellas que, aunque no se encuentren poseídas en esa forma, constituyen el ámbito tradicional de sus actividades sociales, económicas y culturales".

## Distribución geográfica
El área total de Colombia es de 114 174 800 hectáreas (282 131 825,7 acre). De esta, 36 000 000 hectáreas (88 957 858,7 acre), o el 31,5%, están cubiertas por territorios indígenas. Según el censo de 2018, había 48.258.494 personas en el país, de las cuales 1.905.617, o el 4,4%, pertenecían a uno de los 115 grupos indígenas.

Población indígena de Colombia por municipio en 2005.

 La gran mayoría de los indígenas viven en la región Andina y Orinoquía. Un gran número en la Orinoquía y el Pacífico tiene títulos de propiedad, pero la mayoría en los Andes no. Solo el 5% vive en reservas (resguardos) en la región Amazónica. Hay 156 reservas en el Amazonas que cubren 25 600 000 hectáreas (63 258 921,7 acre), o el 64% del total.

## Problemáticas
Algunas áreas reclamadas por los pueblos indígenas de la Amazonía se utilizan para operaciones de extracción minera y de hidrocarburos. Existe cierta superposición entre las áreas protegidas administradas bajo el Sistema de Parques Nacionales y los territorios indígenas. Presiones sobre los pueblos indígenas incluyen el agotamiento de la tierra, particularmente en los Andes, y el desplazamiento forzado debido a la lucha con los grupos armados ilegales. La extracción de oro y la fumigación de cultivos ilícitos contaminan los ríos y, en algunas zonas, los ríos están contaminados con deshechos. La extracción de petróleo y la construcción de presas también causan problemas ambientales en las reservas.